# Estadio Foxboro
El Estadio Foxboro (en inglés: Foxboro Stadium) fue un estadio ubicado en Foxborough, estado de Massachusetts, Estados Unidos, unos 35 km al suroeste del centro de la ciudad de Boston. Tenía una capacidad de 60.000 espectadores aproximadamente.

## Historia
El estadio se inauguró en agosto de 1971 con el nombre de Schaefer Stadium, principalmente como sede de los rebautizados New England Patriots de la Liga Nacional de Fútbol Americano. El equipo fue conocido como Boston Patriots durante sus primeras once temporadas, de 1960 a 1970, y había jugado en varios estadios de la zona de Boston. Durante seis temporadas, de 1963 a 1968, los Patriots jugaron en Fenway Park, sede de los Boston Red Sox de béisbol. Al igual que la mayoría de los estadios de béisbol, el Fenway no era adecuado para el fútbol. Su capacidad era inadecuada -sólo unos 40.000 asientos para el fútbol- y muchos asientos tenían vistas obstruidas. Tras la fusión de la AFL y la NFL en 1970, la liga exigió a sus equipos que jugaran en estadios con más de 50.000 asientos, y ningún recinto de Boston podía albergar a un público de ese tamaño con las comodidades de la NFL. De hecho, antes de la llegada de los Patriots, numerosos intentos anteriores de fútbol profesional en Boston se habían visto frustrados por la falta de un estadio de categoría profesional. (Los Redskins se marcharon después de la temporada de 1936, en la que organizaron el partido por el campeonato de la NFL, no en Boston, sino en el Polo Grounds de Nueva York).
Los Boston Patriots jugaron la temporada de 1969 en el Alumni Stadium del Boston College, en Chestnut Hill, y la de 1970, su primera en la NFL, en el Harvard Stadium, en el barrio bostoniano de Allston.
El lugar fue seleccionado cuando los propietarios del Bay State Raceway donaron el terreno, a medio camino entre Boston y Providence, Rhode Island. El contratista general que construyó el estadio fue una empresa de Massachusetts llamada J.F White Contracting Co.[cita requerida]
La obra se inició en septiembre de 1970 y costó 7,1 millones de dólares, sólo 200.000 dólares por encima del presupuesto. Incluso teniendo en cuenta este modesto sobrecoste, seguía siendo una ganga para un gran estadio deportivo, incluso para los estándares de la década de 1970. Esto se debió a que los Patriots no recibieron ninguna financiación de la Commonwealth de Massachusetts o de la ciudad de Foxborough; de hecho, fue uno de los pocos estadios de las grandes ligas de aquella época que se financió íntegramente con fondos privados.
Además jugaron allí equipos profesionales de fútbol: los New England Tea Men de la North American Soccer League desde 1978 hasta 1980, y el New England Revolution (MLS) desde 1996 hasta 2001.
En el Estadio Foxboro se jugaron seis partidos de la Copa Mundial de Fútbol de 1994, entre ellos Argentina vs Grecia (en el cual Diego Armando Maradona anotó su último gol mundialista) y Argentina-Nigeria, tristemente recordado porque Maradona no pasó el control antidopaje, marcando el inicio del ocaso de la carrera del ídolo argentino del fútbol mundial.
Foxboro también albergó cinco partidos de la Copa Mundial Femenina de Fútbol de 1999, así como la final de la Major League Soccer de 1996 y 1999.
Además se utilizó para partidos de los Boston College Eagles de la División I de la NCAA de fútbol americano universitario.
Por otra parte, se realizaron conciertos musicales de Madonna, Bob Dylan, Metallica, Van Halen, Scorpions, Guns N' Roses, Pink Floyd y The Rolling Stones.
Su construcción costó apenas 7 millones de dólares, debido a que la franquicia no recibió apoyo financiero del gobierno estatal ni local. Además del escaso confort, la falta de techo lo hacía especialmente frío y ventoso en invierno.
El estadio fue demolido después de terminada la temporada 2001, en la que los New England Patriots ganaron su primer Super Bowl. En el lugar donde estaba el viejo estadio hoy se ubica su sucesor, el Gillette Stadium, equipado con restaurantes, palcos y otros servicios de los que carecía Foxboro.

## Copa Mundial de Fútbol de 1994
| Fecha               | Equipo #1 | Resultado  | Equipo #2     | Ronda            | Asistencia |
| ------------------- | --------- | ---------- | ------------- | ---------------- | ---------- |
| 21 de junio de 1994 | Argentina | 4–0        | Grecia        | Grupo D          | 54,456     |
| 23 de junio de 1994 | Bolivia   | 0–0        | Corea del Sur | Grupo C          | 54,453     |
| 25 de junio de 1994 | Argentina | 2–1        | Nigeria       | Grupo D          | 54,453     |
| 30 de junio de 1994 | Grecia    | 0–2        | Nigeria       | Grupo D          | 53,001     |
| 5 de julio de 1994  | Nigeria   | 1–2 (t.e.) | Italia        | Octavos de final | 54,367     |
| 9 de julio de 1994  | Italia    | 2–1        | España        | Cuartos de final | 53,400     |

## Copa Mundial Femenina de Fútbol de 1999
| Fecha               | Equipo #1      | Resultado | Equipo #2       | Ronda     | Asistencia |
| ------------------- | -------------- | --------- | --------------- | --------- | ---------- |
| 20 de junio de 1999 | Australia      | 1–1       | Ghana           | Grupo D   | 14,873     |
| 26 de junio de 1999 | Noruega        | 2–1       | Rusia           | Grupo C   | 14,873     |
| 27 de junio de 1999 | Estados Unidos | 3–0       | Corea del Norte | Grupo A   | 50,484     |
| 27 de junio de 1999 | México         | 0–2       | Italia          | Grupo B   | 50,484     |
| 4 de julio de 1999  | Noruega        | 0–5       | China           | Semifinal | 8,986      |